# Schweizerblut

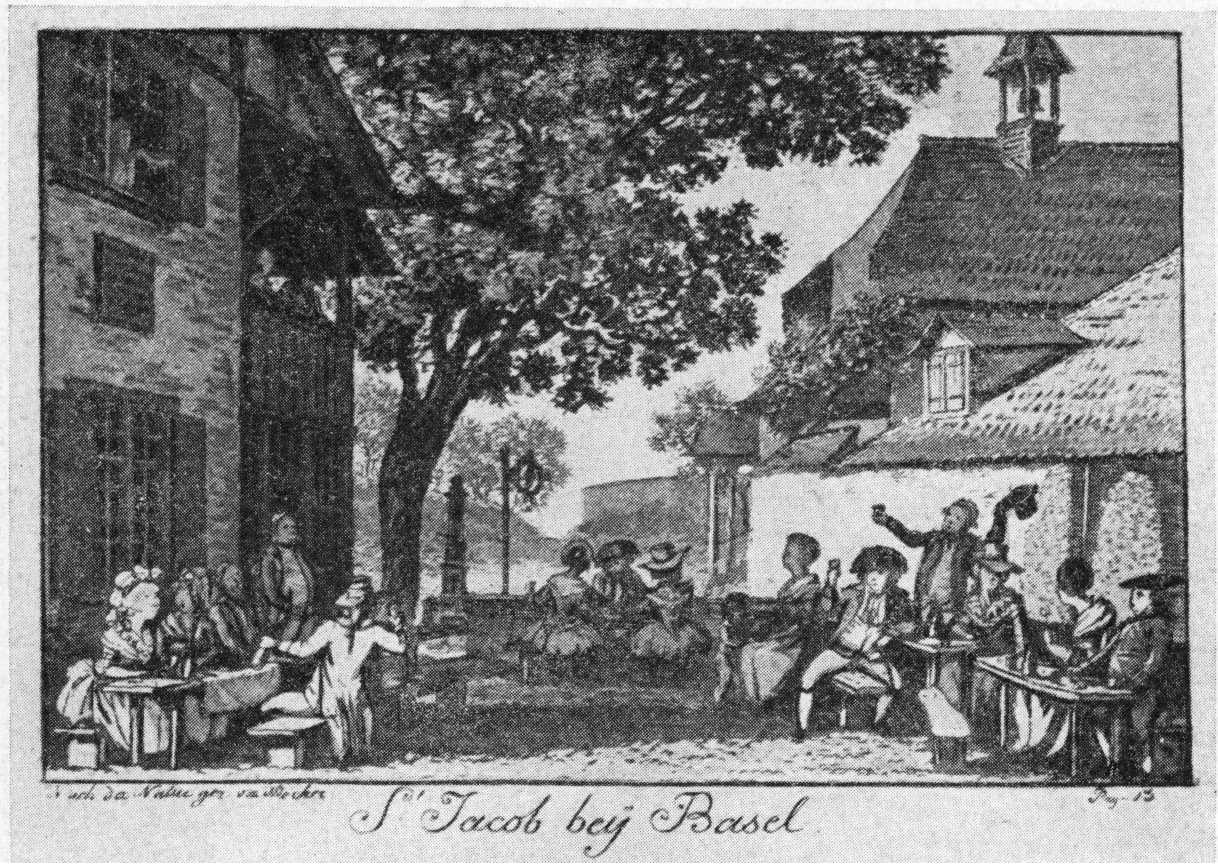
Ausflügler beim Wirtshaus von St. Jakob bei Basel, 1787.

Schweizerblut war der Name eines Basler Rotweines, der in St. Jakob an der Birs bis in die zweite Hälfte des 19. Jahrhunderts angebaut und ausgeschenkt wurde. Der Wein, der seinen Namen in Anspielung auf die 1444 dort zwischen Eidgenossen und Franzosen geschlagene Schlacht trug, war überregional bekannt und ist sogar literarisch verarbeitet worden.

## Anbau
Der Weinbau in und um Basel hatte seit dem Mittelalter eine lange Tradition und bis ins 18. Jahrhundert grosse Bedeutung, sowohl wirtschaftlich (Wein als Grundnahrungsmittel) als auch fortifikatorisch (vor den Stadtmauern unregelmässig angepflanzte Rebstöcke als Angriffserschwernis). Den Zenit erreichte er im 17. Jahrhundert, im 18. Jahrhundert galt der einheimische Wein bereits als eher minderwertig und als Getränk der einfachen Leute. Die Basler Oberschicht liess sich ihren Wein aus dem Elsass, dem Markgräflerland und aus anderen Regionen der Schweiz kommen.

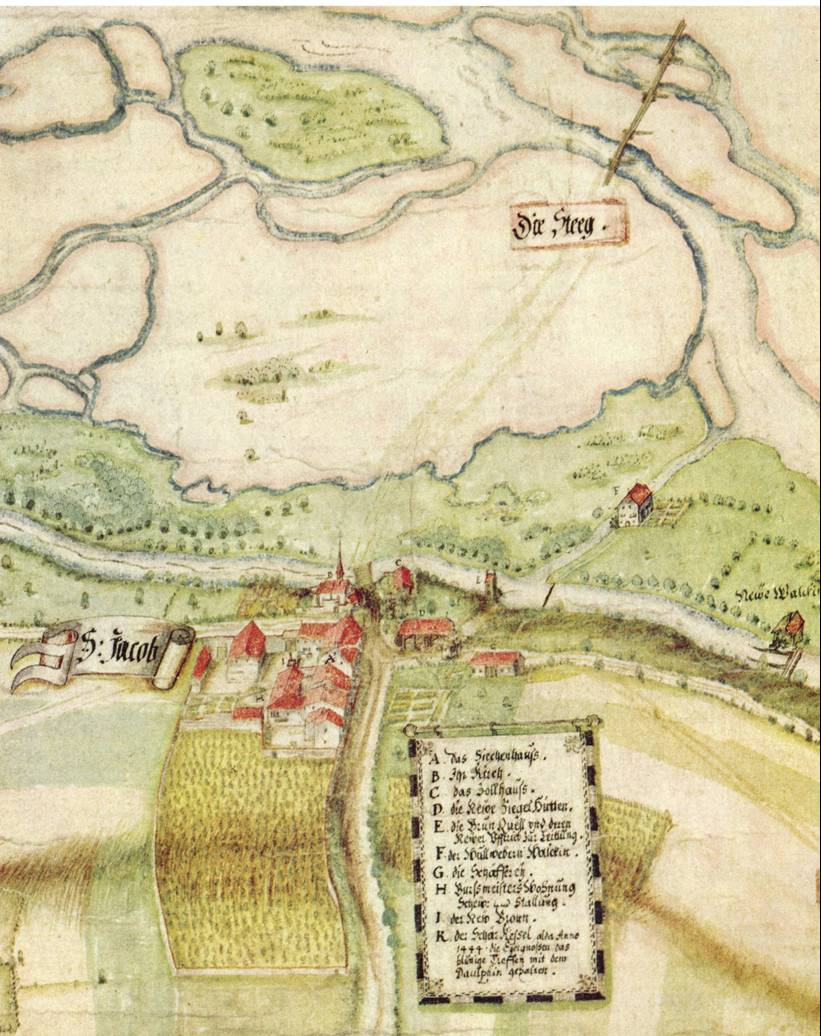
Karte von St. Jakob aus dem Jahr 1657. Der als Scherkessel bezeichnete Rebacker ist links von der Legende als eingefasstes und von einem Abhang durchzogenes Feld zu erkennen.

Bei St. Jakob an der Birs dürfte der Weinbau neuzeitlichen Ursprungs sein. Ein Rebacker ist erstmals auf den Kartenbildern des Georg Friedrich Meyer aus der zweiten Hälfte des 17. Jahrhunderts nachweisbar. Es handelte sich anfangs um ein Feld von eineinhalb Jucharten Grösse, das von einer hohen Mauer umfasst war. Diese wurde nach ihrem durch Baufälligkeit bedingten Einsturz am Ende des 18. Jahrhunderts nicht wieder aufgebaut, sondern durch eine Hecke ersetzt, die weniger Schatten warf und bessere Bedingungen für den Weinanbau schuf. Zum Weinbau des Guts St. Jakob, das dem Basler Waisenhaus gehörte, kamen noch weitere Grundstücke im Umfang von insgesamt rund zehn Jucharten hinzu. Da der Flächenertrag von Rebland höher war als bei anderen Bepflanzungen und der Handel mit Eigengewächs keinen Zunftbeschränkungen unterlag, stellte dies für das Waisenhaus eine lohnende Kapitalanlage dar. Angebaut wurde von Weisswein ein Vielfaches mehr als von Rotwein. Die Weinernte des Jahres 1802 zum Beispiel betrug 16 Saum roten Weines und 80 Saum weissen Weines.
Die Aufsicht über den Weinbau in St. Jakob führte der Pächter des Wirtshauses von St. Jakob. Um den eigentlichen Anbau kümmerten sich vier bis fünf Rebleute sowie deren Familien, also einer für jeweils rund zwei Jucharten. Der Lohn bestand in Geld und Naturalien (Weisswein und Getreide, kostenlose Logis und Befreiung von Frondiensten). Der Verdienst aus dieser Anstellung wird zwar als gut gewertet, doch begann im 19. Jahrhundert ein schleichender Niedergang. Es wurde immer schwieriger, geeignetes und williges Personal für den Weinbau zu finden, und ab 1835 wurden die ersten Rebstöcke entfernt. Spätestens an der Wende zum 20. Jahrhundert hörte der Weinbau bei St. Jakob auf, zumal auch der Siedlungs-, Strassen- und Eisenbahnbau die Landwirtschaft zunehmend beeinträchtigte.

## Bekanntheit
In Basel war das Schweizerblut der bekannteste einheimische Wein, auch wenn die Probleme aufgrund des begrenzten Ertrags bekannt waren. Offenbar musste auswärtiger Rotwein hinzugekauft werden, um den Weinausschank im Wirtshaus von St. Jakob zu ermöglichen. Unverkennbar maliziös hiess es in der Historisch-topographischen Beschreibung der Stadt Basel von W. Th. Streuber aus dem Jahr 1856: „Der zu St. Jakob als Schweizerblut verabreichte rothe Wein dürfte meistentheils gerade aus dem Lande stammen, woher 1444 die Feinde der Schweizer gekommen sind.“
In Merck’s Warenlexikon von 1884 wurde das „Baseler Schweizerblut“ zu den „bekanntesten“ Schweizer Weinen gezählt. Wahrscheinlich hatte der Rotwein mit dem bemerkenswerten Namen seit dem eidgenössischen Schützenfest und der 400-Jahr-Feier der Schlacht bei St. Jakob von 1844 über die Region hinaus Aufmerksamkeit gefunden. Er war im Gegensatz zum als Most getrunkenen Weisswein ein Lagerwein und galt als qualitativ gut. Gottfried Keller erwähnte ihn als Hochzeitsgabe seiner Novelle Das Fähnlein der sieben Aufrechten mit folgenden Worten:
Im Keller liegt mir wohlverspundet ein Faß vierunddreißiger Rotwein, sogenanntes Schweizerblut, das ich vor mehr als zwölf Jahren selbst in Basel gekauft habe. Bei eurer Mäßigkeit und Bescheidenheit wagte ich noch nie, den Wein anzustechen, und doch liegt er mir im Zins um die zweihundert Franken, die er gekostet hat; denn es sind gerade hundert Maß. Ich gebe euch den Wein zum Ankaufspreis, das Fäßchen werde ich so billig als möglich anschlagen, froh, wenn ich nur Platz gewinne für verkäuflichere Ware, und ich will nicht mehr von hinnen kommen, wenn wir nicht Ehre einlegen mit der Gabe!
1920 erwähnte der amerikanische Autor Edward Alexander Powell in seiner Reiseerzählung The New Frontiers of Freedom immer noch das Schweizerblut, bezog es aber auf den Wein aus Murten und die Schlacht bei Murten aus dem Jahr 1476.

## Benennung und Traditionen
Der ursprüngliche Name des ummauerten Rebackers, der wie ein angrenzendes Feld hiess, war Scherkessel. Der Flurname leitet sich möglicherweise von den Bezeichnungen Scher für den Maulwurf und Kessel für die Maulwurfsbauten ab. In den Akten des Basler Waisenhauses tauchen auch nur die Begriffe Scherkessel und Scherkesselwein auf. Schweizerblut als Übername für den Wein ist jüngeren Datums und hat seine Wurzeln wohl in der Frühphase der nationalen Geschichtsschreibung, die im 18. Jahrhundert begann. Aus der steinernen Einfassung des Rebackers schloss man, dass hier der Ort war, wo die eidgenössische Truppe in der Schlacht bei St. Jakob an der Birs von 1444 fast gänzlich umgekommen war; gemäss Überlieferung hatte an den Mauern des Siechenhauses von St. Jakob der Endkampf stattgefunden. Unmittelbar neben dem Scherkessel befand sich ein weiterer Rebacker, der seinen Namen Im Delphin nach dem französischen Dauphin, dem feindlichen Heerführer, trug. Der Namensgeber des Schweizerbluts wird in dem Basler Philologie- und Geschichtsprofessor Johann Jakob Spreng vermutet, der 1748 die erste öffentliche Gedächtnisrede auf die Schlacht von St. Jakob hielt. 1750 führt der Lokalhistoriker Daniel Bruckner in seiner Beschreibung historischer und natürlicher Merkwürdigkeiten der Landschaft Basel aus:
Es seyn zwar schon manche Gelehrte und nicht Gelehrte auf St. Jakob gekommen, und werden villeicht noch manche dahin wandeln; [...wir] lassen denenselben ihren Trunk Scherkessel oder Schweizerblut alldorten, oder was sie wollen, gut schmacken. [...] Unter diesem Namen wird allhier derjenige köstliche rote Wein verstanden, der in dem ummauerten Rebacker zu St. Jakob wächst, allwo damals die Schweitzer so tapfer gefochten, davon auch der einte Name gekommen.
Mit dem Wein von St. Jakob verbanden sich zahlreiche Bräuche. Den Insassen des benachbarten Siechenhauses wurden während der Zeit der Lese traditionsgemäss Geld und Naturalien verabreicht, doch mussten sich diese von den Rebäckern und den Trotten fernhalten. Am Rudolfstag, dem 17. April, gingen Basler Bürger nach St. Jakob, um dort den Wein zusammen mit Nasen (einer einheimischen Karpfenart) zu konsumieren. Ein weiterer Ausflug geschah jeweils am 26. August als Jahrestag der Schlacht. Aus den benachbarten Orten Münchenstein und Muttenz zogen während der Fasnacht die jungen Männer nach St. Jakob, wo sie Wein und Brot erhielten. Die Gemeindevorsteher und Bürger von Münchenstein erhielten nochmals Wein beim alljährlichen Bannritt. Für das Weidrecht der Schäfer von St. Jakob erhielten die Gemeinden Muttenz, Münchenstein und Reinach regelmässig Wein und Schafskäse. Schliesslich wurde der Wein von St. Jakob auch jeweils bei der Erneuerung des nahegelegenen Galgens den Zimmerleuten aus Münchenstein verabreicht.